# (11370) Nabrown
(11370) Nabrown (1998 QD35) – planetoida z pasa głównego asteroid okrążająca Słońce w ciągu 4,28 lat w średniej odległości 2,63 j.a. Odkryta 17 sierpnia 1998 roku.